# 李春宪
李春宪（1980年5月9日—）是一名韩国男子现代五项运动员，身高1.83米，体重76千克。曾参加2010年广州亚运会现代五项比赛，并获得男子个人银牌和男子团体金牌。